# Браћа Јерковић
Браћа Јерковић — Небојша и Душан су били синови Милана Јерковића, учитеља из сремског села Огара, код Пећинаца и његове супруге Анђелије, који су поред њих имали још петоро деце. Њихов отац је пореклом био из села Катиновац, код Вргинмоста. 
Оба брата су били учитељи и као припадници народноослободилачког покрета (НОП), погинули 1941. године током Другог светског рата. 
- Небојша Јерковић (1912—1941), учитељ. Пре рата радио као учитељ у селима Сремска Рача и Кленак. Од 1939. године био члан Комунистичке партије Југославије (КПЈ) и припадао је групи учитеља-комуниста окупљених у друштву „Вук Караџић“. После окупације радио на организовању устанка у Подрињу. Био командант Мачванског партизанског одреда. Погинуо је крајем децембра 1941. године у близини Беле Реке, код Шапца.

- Душан Јерковић (1914—1941), учитељ. Пре рата је радио као учитељ у селима Кадињача, Јакаљ и Факовићи. Био је члан Комунистичке партије Југославије (КПЈ) и припадао је групи учитеља-комуниста окупљених у друштву „Вук Караџић“. После окупације је радио на организовању устанка у околини Ужица. Био је командант Ужичког партизанског одреда. Погинуо је 29. новембра 1941. године у бици на Кадињачи. За народног хероја је проглашен 25. септембра 1944. године.

## Наслеђе
Имена Браће Јерковића од 1952. године носи једна основна школа у београдском насељу Железник, у чијем дворишту им је подигну заједнички споменик. Такође, име Браће Јерковића од 1946. године носи и једна улица на Вождовцу, а насеље изграђено око ове улице носи назив насеље Браће Јерковић. У центру насеља, испред Месне заједнице, 1979. године им је подигнут споменик, рад вајара Радмиле Граовац. 
Имена Небојше и Душана Јерковића данас носе многе основне школе и улице широм Србије. По Небојши Јерковићу зове се основна школа у селу Буђановцима, код Руме, као и улице у Ариљу, Богатићу, Буђановцима и Мачванској Митровици, а раније и улице у Шапцу, Белој Реци и још неким селима у околини Шапца. 
Име Душана Јерковића носе основне школе у Ужицу, Инђији, Руми, Банатском Карловцу, селу Костојевићима, код Бајине Баште и селу Шимановцима, код Пећинаца (ова школа има издвојена одељења у Дечу, Карловчићу и Сремским Михаљевцима). Такође име Душана Јерковића носе и улице у Бајиној Башти, Врању, Инђији, Руми, Лазаревцу, Владичином Хану, Буђановцима и Огару.